# Listă de filme de animație din anii 1970
Aceasta este o listă de filme de animație din anii 1970.
| Titlu | Țara                                                                               | Regizor                                            | Studio                                            | Tehnici de animație      | Note              |
| 1970 |                                                                                    |                                                    |                                                   |                          |                   |
| Aladdin și lampa fermecată Aladin et la Lampe Merveilleuse                                                                                              | Franța                                                                             | Jean Image                                         |                                                   | Traditional              |                   |
| The Aristocats | Statele Unite ale Americii                                                         | Wolfgang Reitherman                                | Walt Disney Productions                           | Traditional              |                   |
| The Blue Bird Синяя птица (Sinyaya ptitsa) | Uniunea Republicilor Sovietice Socialiste                                          | Vasily Livanov                                     | Soyuzmultfilm                                     | Traditional/Cutout       |                   |
| Cleopatra: Queen of Sex (Kureopatora) | Japonia                                                                            | Eiichi Yamamoto Osamu Tezuka                       | Mushi Production                                  | Traditional              |                   |
| A Connecticut Yankee in King Arthur's Court | Statele Unite ale Americii                                                         | Zoran Janjic                                       |                                                   | Traditional              | TV movie          |
| Dougal and the Blue Cat | Regatul Unit al Marii Britanii și al Irlandei de Nord · Franța                     | Serge Danot                                        |                                                   | Stop motion              |                   |
| Little Remi and Famous Dog Capi ちびっ子レミと名犬カピ (Chibikko Rémi to Meiken Capi)                                                                   | Japonia                                                                            | Yugo Serikawa                                      | Toei Animation                                    | Traditional              |                   |
| Kaitei San-man Mile 海底3万マイル | Japonia                                                                            |                                                    | Toei Animation                                    | Traditional              |                   |
| The Phantom Tollbooth | Statele Unite ale Americii                                                         | Chuck Jones Abe Levitow Dave Monahan (live action) |                                                   | Traditional/Live action  |                   |
| Santa and the Three Bears | Statele Unite ale Americii                                                         | Tony Benedict Barry Mahon (live action)            |                                                   | Traditional/Live action  |                   |
| Santa Claus Is Comin' to Town | Statele Unite ale Americii · Japonia                                               | Jules Bass Arthur Rankin Jr.                       | Rankin/Bass                                       | Stop motion              | TV special        |
| Tales of Washington Irving | Australia · Statele Unite ale Americii                                             | Zoran Janjic                                       |                                                   | Traditional              | TV special        |
| 1971 |                                                                                    |                                                    |                                                   |                          |                   |
| Ali Baba to Yonjū-ppiki no Tōzoku アリババと40匹の盗賊                                                                                                  | Japonia                                                                            |                                                    | Toei Animation                                    | Traditional              |                   |
| Animal Treasure Island どうぶつ宝島 (Dōbutsu Takarajima)                                                                                                | Japonia                                                                            | Hiroshi Ikeda                                      | Toei Animation                                    | Traditional              |                   |
| Der arme Müllerbursch und das Kätzchen | Germania de Est                                                                    | Lothar Barke Helmut Barkowsky                      |                                                   |                          |                   |
| Bedknobs and Broomsticks | Statele Unite ale Americii                                                         | Robert Stevenson                                   | Walt Disney Productions                           | Traditional/Live action  |                   |
| Benny's Bathtub Bennys badekar | Danemarca                                                                          | Jannik Hastrup Flemming Quist Møller               |                                                   | Traditional              |                   |
| The Cat in the Hat | Statele Unite ale Americii                                                         | Hawley Pratt                                       | DePatie-Freleng Enterprises                       | Traditional              | TV special        |
| Daisy Town | Franța · Belgia                                                                    | René Goscinny                                      | Belvision Studios                                 | Traditional              |                   |
| Here Comes Peter Cottontail | Statele Unite ale Americii                                                         | Jules Bass Arthur Rankin Jr.                       | Rankin/Bass                                       | Stop motion              | TV special        |
| The Legend of Robin Hood | Australia · Statele Unite ale Americii                                             | Zoran Janjic                                       |                                                   | Traditional              |                   |
| Lightning Atom 번개아텀 (Beongae Ateom) | Coreea de Sud                                                                      |                                                    |                                                   | Traditional              |                   |
| The Point! | Statele Unite ale Americii                                                         | Fred Wolf                                          |                                                   | Traditional              | TV movie          |
| Presente de Natal | Brazilia                                                                           | Álvaro Henrique Gonçalves                          |                                                   |                          |                   |
| Prince Ho-Dong and Princess Nak-Rang 왕자호동과 낙랑공주 (Wangjahodonggwa Nangnanggongju)                                                               | Coreea de Sud                                                                      |                                                    |                                                   |                          |                   |
| Shinbone Alley | Statele Unite ale Americii                                                         | John David Wilson                                  |                                                   | Traditional              |                   |
| 1972 |                                                                                    |                                                    |                                                   |                          |                   |
| The Adventures of Pinocchio Un Burattino di nome Pinocchio                                                                                              | Italia                                                                             | Giuliano Cenci                                     |                                                   | Traditional              |                   |
| The Amlash Enchanted Forest (Ha'Ya'ar Ha-Kasum) | Israel                                                                             | Shlomo Suriano                                     |                                                   |                          |                   |
| Anteojito and Antifaz, a Thousand Intents and an Invention Anteojito y Antifaz, mil intentos y un invento                                               | Argentina                                                                          | Manuel García Ferré                                |                                                   | Traditional              |                   |
| Fritz the Cat | Statele Unite ale Americii                                                         | Ralph Bakshi                                       |                                                   | Traditional              |                   |
| The Lorax | Statele Unite ale Americii                                                         | Hawley Pratt                                       | DePatie-Freleng Enterprises                       | Traditional              | TV special        |
| Maken Liner 0011 Henshin Seyo! 魔犬ライナー0011変身せよ!                                                                                                | Japonia                                                                            |                                                    | Toei Animation                                    | Traditional              |                   |
| Marco Polo Junior Versus the Red Dragon | Australia                                                                          | Eric Porter                                        |                                                   | Traditional              |                   |
| Piconzé | Brazilia                                                                           | Ypê Nakashima                                      |                                                   |                          |                   |
| Snoopy, Come Home | Statele Unite ale Americii                                                         | Bill Meléndez                                      |                                                   | Traditional              |                   |
| The Three Musketeers In Boots Nagagutsu Sanjūshi | Japonia                                                                            | Tomoharu Katsumata                                 | Toei Animation                                    | Traditional              |                   |
| Tintin and the Lake of Sharks Tintin et le lac aux requins                                                                                              | Belgia · Franța                                                                    | Raymond Leblanc                                    | Belvision Studios                                 | Traditional              |                   |
| Treasure Island | Statele Unite ale Americii                                                         | Hal Sutherland                                     | Filmation                                         | Traditional              |                   |
| War of the Monsters 괴수대전쟁 (Koesu Taejonjaeng) | Coreea de Sud                                                                      |                                                    |                                                   |                          |                   |
| 1973 |                                                                                    |                                                    |                                                   |                          |                   |
| 20,000 Leagues Under the Sea | Statele Unite ale Americii                                                         | Jules Bass Arthur Rankin Jr.                       | Rankin/Bass                                       | Traditional              | TV special        |
| Adventures of Mowgli aka. Maugli Маугли (Maugli) | Uniunea Republicilor Sovietice Socialiste                                          |                                                    |                                                   |                          |                   |
| The Adventures of Hijitus Las Aventuras de Hijitus | Argentina                                                                          | Manuel García Ferré                                |                                                   | Traditional              |                   |
| Belladonna 哀しみのベラドンナ (Kanashimi no Beradona)                                                                                                   | Japonia                                                                            | Eiichi Yamamoto                                    | Mushi Production                                  |                          |                   |
| Charlotte's Web | Statele Unite ale Americii                                                         | Charles August Nichols Iwao Takamoto               | Hanna-Barbera Productions Sagittarius Productions | Traditional              |                   |
| Fantastic Planet La planète sauvage | Cehoslovacia · Franța                                                              | René Laloux                                        | Jiří Trnka Studio                                 | Traditional              |                   |
| Heavy Traffic | Statele Unite ale Americii                                                         | Ralph Bakshi                                       |                                                   | Traditional              |                   |
| Hugo the Hippo Hugó, a víziló | Ungaria                                                                            |                                                    |                                                   |                          |                   |
| Johnny Corncob János vitéz | Ungaria                                                                            |                                                    |                                                   |                          |                   |
| Johnny in the Valley of the Giants Joë petit boum-boum                                                                                                  | Franța                                                                             | Jean Image                                         |                                                   | Traditional              |                   |
| Kidnapped | Australia                                                                          |                                                    |                                                   |                          |                   |
| King Dick Il Nano e la strega | Italia                                                                             | Gioacchino Libratti                                |                                                   | Traditional              |                   |
| Magic Adventure Mágica aventura | Spania                                                                             |                                                    |                                                   |                          |                   |
| Man: The Polluter | Canada                                                                             |                                                    |                                                   |                          |                   |
| Once Upon a Time Maria d'Oro und Bello Blue | Italia · Germania de Vest                                                          |                                                    |                                                   |                          |                   |
| Panda no Daibōken パンダの大冒険 | Japonia                                                                            |                                                    | Toei Animation                                    | Traditional              |                   |
| Robin Hood | Statele Unite ale Americii                                                         | Wolfgang Reitherman                                | Walt Disney Productions                           | Traditional              |                   |
| The Swiss Family Robinson | Australia                                                                          |                                                    | Traditional                                       | TV specail               |                   |
| 1974 |                                                                                    |                                                    |                                                   |                          |                   |
| Dunderklumpen! | Suedia                                                                             | Per Åhlin                                          |                                                   | Traditional /Live action |                   |
| Feng Shen Bang 封神榜 | Taiwan                                                                             |                                                    |                                                   |                          | [ 1 ]             |
| Jack and the Beanstalk | Japonia                                                                            | Gisaburō Sugii                                     | Group TAC                                         | Traditional              |                   |
| Journey Back to Oz | Statele Unite ale Americii                                                         | Hal Sutherland                                     | Filmation Associates                              | Traditional              |                   |
| Love in Freedom Liefde in vrijheid | Belgia                                                                             |                                                    |                                                   |                          |                   |
| The Nine Lives of Fritz the Cat | Statele Unite ale Americii                                                         | Robert Taylor                                      |                                                   | Traditional              |                   |
| Oliver Twist | Hal Sutherland                                                                     | Filmation Associates                               | Traditional                                       | Direct-to-VHS            |                   |
| Prince Piwi Prins Piwi | Danemarca                                                                          |                                                    |                                                   |                          |                   |
| Tales of 1001 Nights aka. Sindbad Pohádky tisíce a jedné noci                                                                                           | Cehoslovacia                                                                       |                                                    |                                                   |                          |                   |
| The Three Wise Men Los Tres Reyes Magos | Mexic                                                                              |                                                    |                                                   |                          |                   |
| The Turn of the World of the Sweethearts of Peynet Il Giro del mondo degli innamorati di Peynet                                                         | Italia · Franța                                                                    |                                                    |                                                   |                          |                   |
| The Year Without a Santa Claus | Statele Unite ale Americii                                                         | Jules Bass Arthur Rankin Jr.                       | Rankin/Bass                                       | Stop motion              | TV special        |
| 1975 |                                                                                    |                                                    |                                                   |                          |                   |
| Coonskin | Statele Unite ale Americii                                                         | Ralph Bakshi                                       |                                                   | Traditional              |                   |
| Dick Deadeye, or Duty Done | Regatul Unit al Marii Britanii și al Irlandei de Nord                              |                                                    |                                                   |                          |                   |
| Everybody Rides the Carousel | Statele Unite ale Americii                                                         | Johnn Hubley                                       | Traditional                                       | Storyboard               |                   |
| Golden Maria Maria d'oro | Italia                                                                             |                                                    |                                                   |                          |                   |
| Hans Christian Andersen's The Little Mermaid アンデルセン童話 にんぎょ姫 (Anderusen dōwa ningyo hime)                                                   | Japonia · Germania · Singapore · Țările de Jos                                     |                                                    |                                                   |                          |                   |
| The Last of the Mohicans | Statele Unite ale Americii                                                         |                                                    | Hanna-Barbera                                     | Traditional              | TV film           |
| The Magic Pony Конёк-Горбуно́к (Konyok Gorbunok) | Uniunea Republicilor Sovietice Socialiste                                          |                                                    |                                                   |                          |                   |
| Mysterious Island | Australia                                                                          |                                                    |                                                   |                          |                   |
| Petete and Trapito Petete y Trapito | Argentina                                                                          |                                                    |                                                   |                          |                   |
| Pinchcliffe Grand Prix Flåklypa Grand Prix | Norvegia                                                                           | Ivo Caprino                                        |                                                   | Stop motion              |                   |
| Tarzoon: Shame of the Jungle aka. Jungle Burger | Franța · Belgia                                                                    |                                                    |                                                   |                          |                   |
| Tubby the Tuba | Statele Unite ale Americii                                                         | Alexander Schure                                   |                                                   | Traditional              |                   |
| 1976 |                                                                                    |                                                    |                                                   |                          |                   |
| Agaton Sax and the Bykoebing Village Festival Agaton Sax och Byköpings gästabud                                                                         | Suedia                                                                             |                                                    |                                                   |                          |                   |
| Brigand Jurko Zbojník Jurko | Cehoslovacia                                                                       |                                                    |                                                   |                          |                   |
| Master of the World | Australia                                                                          |                                                    |                                                   |                          |                   |
| Mr. Rossi Looks for Happiness Il Signor Rossi cerca la felicità                                                                                         | Italia · Germania                                                                  |                                                    |                                                   |                          |                   |
| Mr. Rossi's Dreams I Sogni del signor Rossi | Italia                                                                             |                                                    |                                                   |                          |                   |
| Once Upon a Girl | Statele Unite ale Americii                                                         | Don Jurwich                                        |                                                   |                          |                   |
| Puss 'n Boots Travels Around the World Nagagutsu o Haita Neko: Hachijū Nichikan Sekai Isshū                                                             | Japonia                                                                            | Hiroshi Shidara                                    | Toei Animation                                    | Traditional              |                   |
| Robot Taekwon V 로보트 태권브이 (roboteu taegwon beui)                                                                                                  | Coreea de Sud                                                                      |                                                    |                                                   |                          |                   |
| Rudolph's Shiny New Year | Statele Unite ale Americii                                                         |                                                    | Rankin-Bass                                       | Stop-Motion              | TV special        |
| The Smurfs and the Magic Flute La flûte à six schtroumpfs                                                                                               | Franța · Belgia                                                                    | Peyo Jose Dutillieu Eddie Lateste                  |                                                   | Traditional              |                   |
| The Twelve Tasks of Asterix Les douze travaux d'Astérix                                                                                                 | Franța                                                                             | René Goscinny Albert Uderzo Pierre Watrin          |                                                   | Traditional              |                   |
| The Vacation of Mr. Rossi Le vacanze del signor Rossi                                                                                                   | Italia                                                                             |                                                    |                                                   |                          |                   |
| 1977 |                                                                                    |                                                    |                                                   |                          |                   |
| 5 Weeks in a Balloon | Australia · Statele Unite ale Americii                                             |                                                    |                                                   |                          | TV special        |
| Down and Dirty Duck | Statele Unite ale Americii                                                         | Charles Swenson                                    |                                                   | Traditional              |                   |
| Allegro non troppo | Italia                                                                             | Bruno Bozzetto                                     |                                                   | Traditional              |                   |
| Around the World with Bolek and Lolek Wielka podróż Bolka i Lolka                                                                                       | Polonia                                                                            |                                                    |                                                   |                          |                   |
| Dot and the Kangaroo | Australia                                                                          |                                                    |                                                   |                          |                   |
| The Easter Bunny is Comin' To Town | Statele Unite ale Americii                                                         |                                                    | Rankin-Bass                                       | Traditional              | TV Special        |
| Electronic Man 337 전자인간 337 | Coreea de Sud                                                                      | Lim Jung-kyu                                       |                                                   |                          |                   |
| Fantastic Animation Festival | Statele Unite ale Americii                                                         |                                                    |                                                   | Traditional              | TV Special        |
| A Flintstone Christmas | Statele Unite ale Americii                                                         |                                                    | Hanna-Barbera                                     | Traditional              | TV Special        |
| Gulliver's Travels | Regatul Unit al Marii Britanii și al Irlandei de Nord · Belgia                     |                                                    |                                                   |                          |                   |
| The Hobbit | Statele Unite ale Americii                                                         |                                                    | Rankin-Bass                                       | Traditional              | TV Film           |
| The Holiday of Disobedience Праздник непослушания (Prazdnik neposlushaniya)                                                                             | Uniunea Republicilor Sovietice Socialiste                                          |                                                    |                                                   |                          | [ 2 ]             |
| Journey to the Center of the Earth | Australia                                                                          |                                                    |                                                   |                          |                   |
| Krabat - The Sorcerer's Apprentice Krabat, Čarodějův učeň                                                                                               | Cehoslovacia · Germania de Vest                                                    |                                                    |                                                   |                          |                   |
| Mateiaș Gâscarul Lúdas Matyi | Ungaria                                                                            | Attila Dargay                                      | Pannonia Film Studio                              |                          |                   |
| The Many Adventures of Winnie the Pooh | Statele Unite ale Americii                                                         | Wolfgang Reitherman John Lounsbery Art Stevens     | Walt Disney Productions                           | Traditional              |                   |
| The Mouse and His Child | Statele Unite ale Americii · Japonia                                               | Fred Wolf                                          |                                                   |                          |                   |
| Race for Your Life, Charlie Brown | Statele Unite ale Americii                                                         | Bill Mendelez                                      |                                                   |                          |                   |
| Raggedy Ann & Andy: A Musical Adventure | Statele Unite ale Americii                                                         | Richard Williams                                   | 20th CCentury Fox                                 | Traditional              |                   |
| The Rescuers | Statele Unite ale Americii                                                         | Wolfgang Reitherman John Lounsbery Art Stevens     | Walt Disney Productions                           | Traditional              |                   |
| Rime of the Ancient Mariner | Statele Unite ale Americii                                                         | Orson Welles                                       |                                                   | Experimental Films       |                   |
| Space Battleship Yamato 宇宙戦艦ヤマト, Uchū Senkan Yamato                                                                                              | Japonia                                                                            |                                                    |                                                   |                          |                   |
| Taekwon dongja Maruchi Arachi 태권동자 마루치 아라치 | Coreea de Sud                                                                      | Lim Jung-kyu                                       |                                                   | Traditional              |                   |
| The Wild Swans | Japonia · Uniunea Republicilor Sovietice Socialiste                                |                                                    |                                                   |                          |                   |
| Wizards | Statele Unite ale Americii                                                         | Ralph Bakshi                                       |                                                   | Traditional              |                   |
| 1978 |                                                                                    |                                                    |                                                   |                          |                   |
| The Ballad of the Daltons La Ballade des Dalton | Franța                                                                             | René Goscinny Henri Gruel Morris Pierre Watrin     |                                                   | Traditional              |                   |
| Black Beauty | Statele Unite ale Americii                                                         |                                                    | Hanna-Barbera                                     | Traditional              | TV special        |
| Fantasia's Attic El Desván de la Fantasia | Spania                                                                             |                                                    |                                                   |                          |                   |
| Farewell to Space Battleship Yamato さらば宇宙戦艦ヤマト 愛の戦士たち (Saraba Uchū Senkan Yamato Ai no Senshitachi)                                     | Japonia                                                                            | Leiji Matsumoto Toshio Masuda                      | Toei Animation                                    | Traditional              |                   |
| Ferda the Ant. How Ferda Lived in the World and Stories about his Friend Little Back Ferda Mravenec. Jak se měl Ferda ve světě a Příhody brouka Pytlíka | Cehoslovacia                                                                       |                                                    |                                                   |                          |                   |
| Kagaku ninja tai Gatchaman: Gekijô-ban | Japonia                                                                            |                                                    |                                                   |                          |                   |
| The Lord of the Rings | Statele Unite ale Americii                                                         | Ralph Bakshi                                       |                                                   | Traditional              |                   |
| Metamorphoses aka Winds of Change 星のオルフェウス (Hoshi no Orufeusu)                                                                                  | Japonia · Statele Unite ale Americii                                               | Takashi                                            | Sanrio                                            | Traditional              |                   |
| Mystery of Mamo aka Lupin the Third and the Secret of Mamo                                                                                              | Japonia                                                                            |                                                    |                                                   |                          |                   |
| Space Pirate Captain Harlock: The Mystery of the Arcadia aka. Vengeance of the Space Pirate (Uchû kaizoku Captain Harlock: Arcadia-gô no nazo)          | Japonia                                                                            |                                                    | Toei Animation                                    | Traditional              |                   |
| The Stingiest Man in Town | Statele Unite ale Americii                                                         |                                                    | Rankin-Bass                                       | Traditional              | TV specials       |
| Los Supersabios | Mexic                                                                              |                                                    |                                                   |                          |                   |
| Swan Lake | Japonia                                                                            |                                                    |                                                   |                          |                   |
| The Talking Parcel | Regatul Unit al Marii Britanii și al Irlandei de Nord                              |                                                    |                                                   |                          |                   |
| The Thralls Trællene | Danemarca                                                                          |                                                    |                                                   |                          |                   |
| The Water Babies | Regatul Unit al Marii Britanii și al Irlandei de Nord · Polonia                    |                                                    |                                                   |                          |                   |
| Watership Down | Regatul Unit al Marii Britanii și al Irlandei de Nord · Canada                     | Martin Rosen                                       |                                                   | Traditional              |                   |
| 1979 |                                                                                    |                                                    |                                                   |                          |                   |
| Adventures of the Polar Cubs Hokkyoku no Mushika Mishika                                                                                                | Japonia                                                                            |                                                    |                                                   |                          |                   |
| The Adventures of Sinbad | Australia                                                                          |                                                    |                                                   |                          |                   |
| The Adventure of Sudsakorn สุดสาคร (Sudsakhorn) | Thailanda                                                                          | Payut Ngaokrachang                                 |                                                   | Traditional              |                   |
| Aim for the Ace! エースをねらえ！ (Ēsu o Nerae!) | Japonia                                                                            | Osamu Dezaki                                       |                                                   | Traditional              |                   |
| The Bugs Bunny/Road Runner Movie | Statele Unite ale Americii                                                         | Chuck Jones Phil Monroe                            |                                                   | Traditional              | Compilation Movie |
| Colargol and the Wonderful Suitcase Colargol i cudowna walizka                                                                                          | Polonia                                                                            |                                                    |                                                   |                          |                   |
| Elpidio Valdés | Cuba                                                                               |                                                    |                                                   |                          |                   |
| The Fabulous Adventures of the Legendary Baron Munchausen Les fabuleuses aventures du légendaire Baron de Munchausen                                    | Franța                                                                             | Jean Image                                         |                                                   | Traditional              |                   |
| The Flintstones Meet Rockula and Frankenstone | Statele Unite ale Americii                                                         | Ray Patterson                                      | Hanna-Barbera Productions                         | Traditional              | TV                |
| Foam Bath Habfürdö | Ungaria                                                                            | György Kovásznai                                   | Pannonia Film Studio                              | Traditional              |                   |
| Galaxy Express 999 | Japonia                                                                            | Rintaro                                            | Toei Animation                                    | Traditional              |                   |
| Ganbare!! Tabuchi-kun!! がんばれ!!タブチくん! | Japonia                                                                            | Tsutomu Shibayama                                  | Tōkyō Movie Shinsha                               | Traditional              |                   |
| Gulliver's Travels | Australia                                                                          |                                                    |                                                   |                          |                   |
| Historias de amor y masacre | Spania                                                                             | Jordi Amorós                                       |                                                   | Traditional/Live action  |                   |
| Jack Frost | Statele Unite ale Americii                                                         | Jules Bass Arthur Rankin, Jr.                      | Rankin/Bass                                       | Stop motion              | TV special        |
| The Lion, the Witch and the Wardrobe | Regatul Unit al Marii Britanii și al Irlandei de Nord · Statele Unite ale Americii | Bill Melendez                                      |                                                   | Traditional              | TV film           |
| The Little Convict | Australia                                                                          |                                                    |                                                   |                          |                   |
| Little Orbit the Astrodog and the Screechers from Outer Space Pluk, naufragé de l'espace                                                                | Franța                                                                             | Jean Image                                         |                                                   | Traditional              |                   |
| Lupin III: The Castle of Cagliostro | Japonia                                                                            | Hayao Miyazaki                                     | Tokyo Movie Shinsha Topcraft                      | Traditional              |                   |
| Nutcracker Fantasy | Japonia                                                                            | Takeo Nakamura                                     | Sanrio                                            | Stop motion              |                   |
| Prince Nezha's Triumph Against Dragon King aka. Nezha Conquers the Dragon King 哪吒闹海 (Nezha nao hai)                                                 | Republica Populară Chineză                                                         | Yan Dingxian Wang Shuchen Xu Jingda                |                                                   | Traditional              |                   |
| Revolt of the Thralls Trællenes oprør | Danemarca                                                                          |                                                    |                                                   |                          |                   |
| Rudolph and Frosty's Christmas in July | Statele Unite ale Americii                                                         | Jules Bass Arthur Rankin Jr.                       | Rankin/Bass                                       | Stop motion              |                   |
| Scooby Goes Hollywood | Statele Unite ale Americii                                                         | Ray Patterson                                      | Hanna-Barbera Productions                         | Traditional              | TV special        |
| Seven Brothers Seitsemän veljestä | Finlanda                                                                           | Riitta Nelimarkka Jaakko Seeck                     |                                                   | Traditional              |                   |
| Starland Trio 별나라 삼총사 (Byeollara Samchongsa) | Coreea de Sud                                                                      | Lim Jung-kyu                                       |                                                   |                          |                   |
| Taro the Dragon Boy | Japonia                                                                            | Kiriro Urayama Peter Fernandez                     | Toei Animation                                    | Traditional              |                   |
| Time Machine 001 삼총사 타임머신 001 (Samchongsa Taimmeosin 001)                                                                                        | Coreea de Sud                                                                      | Lim Jung-kyu                                       |                                                   | Traditional              |                   |
| Ubu et la Grande Gidouille | Franța                                                                             | Jan Lenica                                         |                                                   |                          |                   |